# 주역정의
주역정의(周易正義)는 중국 당(唐) 태종(太宗)의 칙으로 공영달(孔潁達)이 총괄하고 마가운 등이 편찬한 5경에 대해 소(疏)한 오경정의중 주역에대한 저술이다.
초기 주역정의의 명칭은 주역의찬(周易義贊) 또는 주역의훈(周易義訓)이다.
오경정의에서 주역정의는 주(注)와 저본은 다음과 같다.
| 책 이름            | 주(注)                           | 저본으로 한 책 | 감수및편찬                                                    |
| ------------------ | -------------------------------- | --- | ------------------------------------------------------------- |
| 주역정의(周易正義) | 왕필(王弼) 주・한강백(韓康伯) 주 | 저중도(褚仲都)의 《주역강소》(周易講疏), 장기(張譏)의 《주역강소》, 주홍정(周弘正)의 《주역의소》(周易義疏), 하타(何妥)의 《주역강소》를 절충. | 마가운(馬嘉運),조건엽(趙乾葉),소덕융(蘇德融),조홍지(趙弘智)등 |

## 평가
청나라시대에 사고전서총목제요(四庫全書總目提要)에서는 '균형있게 논하자면,의리를 밝혀 분명히하였고 (점)술수를 엮지않게한바는 왕필과 한강백의 (역학에대한)깊은 조예가 있음이다. 다만 허무를 숭상하니 역(易)이 노장사상으로 점입가경한바는 왕필이 한강백과 더불어 역시 허물이 아니지 않을수없다. (그러나) 아름다운 옥의 티가 (옥을)가리지는 못한다. 이것이 그 바른 평일 것이다.'라고 언급하였다.
한편 공영달등은 주역정의를 당시까지의 주(注)와 소(疏)에서 견해가 나뉜바를 취합하는데 주안점을 두고 완성한 것으로 여겨진다.

## 계사전
주역정의의 계사전 상(上) 중반부의 '天一,地二,天三,地四,天五,地六,天七,地八,天九,地十.'와 '天數五,地數五,五位相得而各有合. 天數二十有五,地數三十,凡天地之數五十有五，此所以成變化而行鬼神也.' 부분은 소동파의 동파역전과 그 위치가 서로 다르다.

## 같이 보기
- 주역사전